# Organy w katedrze w Roskilde

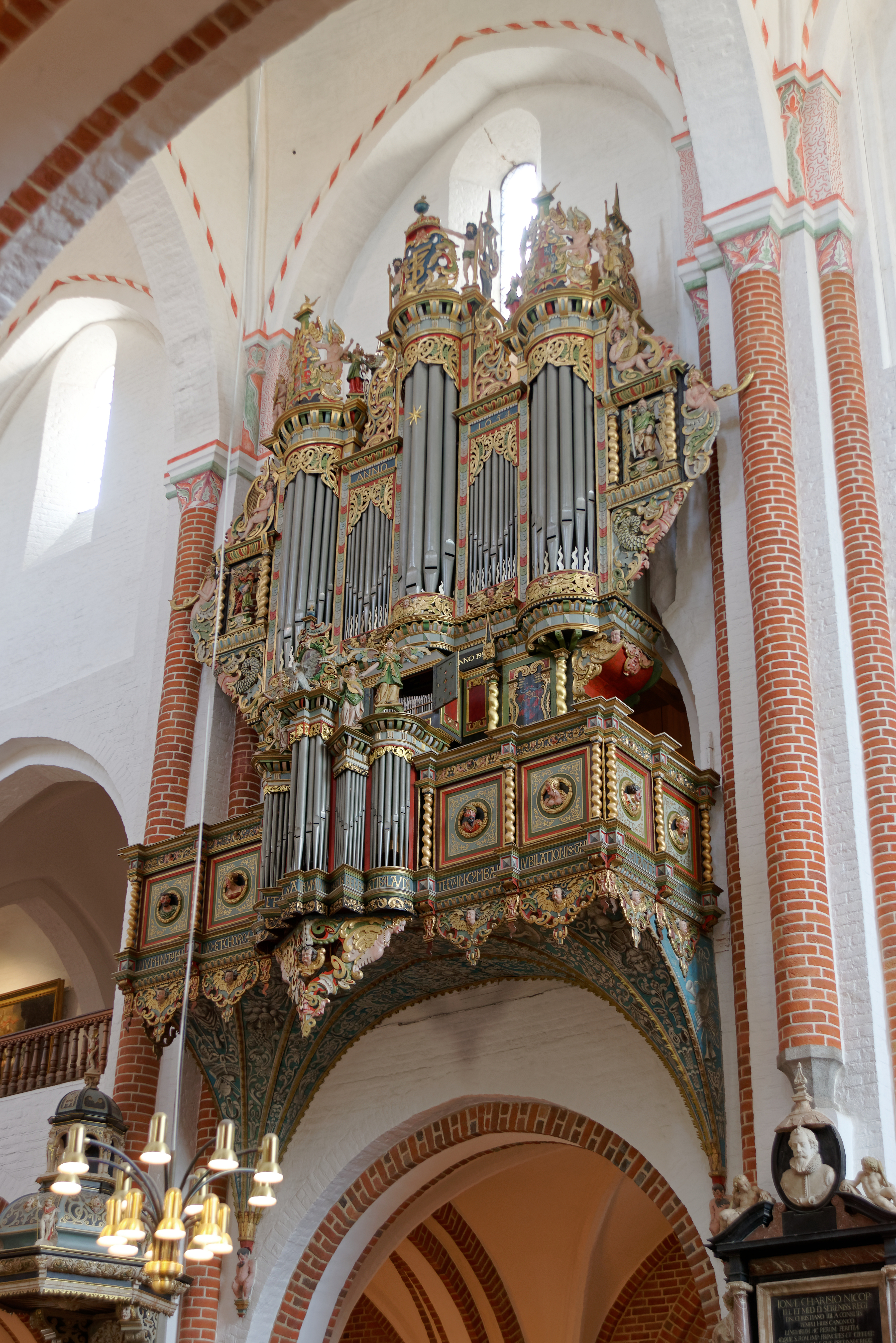

Organy w katedrze w Roskilde – 33-głosowe renesansowo-barokowe organy piszczałkowe w gotyckiej katedrze w Roskilde, w Danii. Najstarsze w Danii grywalne organy wyposażone w trakturę mechaniczną. Zbudowane w latach 1554–1555 przez holenderskiego organmistrza Hermanna Raphaela Rodensteena. Kilkukrotnie restaurowane i przebudowywane. Rekonstrukcja z 1991 przywróciła je do stanu z końca XVII wieku.

## Charakterystyka
Organy umieszczone są na balkonie zawieszonym na prawej ścianie nawy głównej, między filarami, nad przejściem prowadzącym do Kaplicy Trzech Króli. Pochodzący z 1654 barokowy prospekt (z niektórymi fragmentami datowanymi na połowę XV wieku) ma trójwieżową architektoniczną formę, z wieżami wysuniętymi półkolistymi ryzalitami; jest bogato zdobiony polichromowanymi figurkami i płaskorzeźbami aniołów oraz snycerskimi ornamentami. W utrzymanej w podobnym stylu balustradzie balkonu umieszczona jest, charakterystyczna dla tej epoki, wydzielona sekcja z zespołem brzmieniowym Rygpositiv. Stół gry wbudowany jest w cokół prospektu; wyposażony jest w trzy manuały i jeden pedał; 30 włączników rejestrowych w formie manubriów umieszczonych jest w dwóch grupach, w płycinach po lewej i prawej stronie manuałów; pozostałe włączniki mają formę dźwigni i umieszczone są nad manuałami, w stropie wysuniętej ryzalitem z prospektu sekcji głosów języczkowych, oraz za plecami organisty – w szafie pozytywu balkonowego. Cztery głosy zbudowane są z piszczałek pochodzących sprzed 1654 roku, 18 – z 1654, pozostałe są współczesną rekonstrukcją.

## Dyspozycja
Dyspozycja po rekonstrukcji z 1991:
| Manuał I Rygpositiv | Manuał II Hovedværk | Manuał III Brystpositiv                                                                                       | Pedał Pedalværk                                                                                                  |
| --- | --- | --- | --- |
| 1. Principal 4′ 2. Gedackt 8′ 3. Gedackt 4′ 4. Oktava 2′ 5. Sesquial II 6. Salicional 2′ 7. Sedecima 1′ 8. Mixtur III 2/3′ 9. Hoboy 8′ | 1. Principal 8′ 2. Spitzflöjte 8′ 3. Bordun 16′ 4. Oktava 4′ 5. Rohrflöjte 4′ 6. Nassath 3′ 7. Super Oktava 2′ 8. Mixtur IV–V 1 1/3′ 9. Trompet 8′ | 1. Gedackt 8′ 2. Waldflöjte 2′ 3. Gedacktflöjte 4′ 4. Octava 4′ 5. Sedecima 1′ 6. Regal 8′ 7. Geigen Regal 4′ | 1. Principal 16′ 2. Octava 8′ 3. Gedackt 8′ 4. Octava 4′ 5. Mixtur IV 6. Posaun 16′ 7. Trompet 8′ 8. Schalmej 4′ |
| Urządzenia dodatkowe: cymbelstern (z 1654), słowik (Nachtigall), tremolo, dzwonek kalikanta Ciśnienie powietrza: 67 mm słupa wody      | | | |